# 梁叔谐
梁叔谐（6世纪—586年），安定郡乌氏县（今甘肃省泾川县东北）人，北周、隋朝大臣。梁士彦第三子。
梁叔谐官至上仪同、广平县公、车骑将军。开皇六年（586年）梁叔谐劝父亲反隋，说“作猛兽须成斑”，结果事发，梁叔谐和梁士彦被隋文帝处死。二哥梁剛因为劝谏父亲获免，他的弟弟安定伯梁志远、建威伯梁务，都在梁士彦的案件被诛杀。